# Jessica Sula
Jessica Bianca Sula (Swansea, 3 maggio 1994) è un'attrice britannica, meglio nota per aver interpretato Grace Violet Blood nella quinta e sesta stagione del teen drama britannico Skins.

## Biografia e carriera
Jessica è cresciuta a Gorseinon, Galles. Sua madre è trinidadiana e suo padre ha origini estoni e tedesche.
Dopo il suo debutto televisivo all'età di 16 anni nel cast principale di Skins, ha ottenuto un ruolo minore in Love and Marriage, una mini-serie britannica trasmessa su ITV con Alison Steadman. Nel 2016, Jessica ha recitato da protagonista nella serie americana Recovery Road, al fianco di Sebastian de Souza, collega in Skins. Inizialmente la parte era stata data a Samantha Logan. La serie, basata sul romanzo Recovery Road di Blake Nelson, è stata cancellata dopo una stagione.
Nel 2014 ha esordito al cinema nel film Honeytrap, dove interpreta la protagonista Layla, una quindicenne che prepara l'omicidio di un ragazzo innamorato di lei. Tre anni dopo, Jessica entra nel cast principale di Split, thriller low budget di M. Night Shyamalan con James McAvoy nel ruolo da protagonista.

## Filmografia

### Cinema
- Honeytrap, regia di Rebecca Johnson (2014)
- Split, regia di M. Night Shyamalan (2016)
- The Lovers regia di Azazel Jacobs (2017)
- All the Little Things We Kill, regia di Adam Neutzsky-Wulff (2019)
- Big Fork, regia di Bentley Heyman e Rollins Smith (2020)
- Malum, regia di Anthony DiBlasi (2023)
- Wayward, regia di Jacquelyn Frohlich (2023)
- Michael, regia di Antoine Fuqua (2026)

### Televisione
- Skins – serie TV, 14 episodi (2011-2012)
- Love & Marriage – serie TV, 6 episodi (2013)
- Eye Candy – serie TV, episodio 1x04 (2015)
- Recovery Road – serie TV, 10 episodi (2016)
- Lucifer – serie TV, episodio 2x01 (2016)
- Godless – miniserie TV, 4 puntate (2017)
- Scream – serie TV, 6 episodi (2019)
- Epic Night – serie TV, episodi 1x01-1x04 (2019)
- Panic – serie TV, 10 episodi (2021)

## Doppiatrici italiane
Nelle versioni in italiano delle opere in cui ha recitato, Jessica Sula è stata doppiata da:
- Valentina Pallavicino in Skins
- Elena Perino in Split
- Mattea Serpelloni in Godless